# Puebla
Pour les articles homonymes, voir Puebla (homonymie).
 (juillet 2020).
Puebla, officiellement Heroica Puebla de Zaragoza, est la capitale de l'État de Puebla, au Mexique. La ville est également connue sous le nom de Puebla de los Ángeles.
Elle est située à 110 km au sud-est de Mexico aux coordonnées 19° 02′ N, 98° 12′ O. Elle se trouve à 2 160 m d'altitude, dans une vallée entourée des volcans Popocatepetl, Iztaccíhuatl à l'ouest et La Malinche au nord.
Le centre de la ville est constitué de maisons de l'époque coloniale.
Sa population est de plus de 1 539 819 habitants (2010) et de plus de 2 millions dans l'agglomération, ce qui en fait la quatrième ville du Mexique,.
En 2018, Puebla a rejoint le mouvement Fab City, suivant l'appel lancé par le maire de Barcelone, Xavier Trias, à ce que toutes les villes du monde deviennent autosuffisantes pour 2054.

## Histoire
Elle est fondée le 16 avril 1531 et baptisée Ciudad de los Ángeles (Ville des Anges), et connue comme Puebla de los Ángeles.
Sa devise est : Angelis suis Deus mandavit de te ut custodiant te in omnibus viis tuis (Dieu t'a envoyé Ses anges pour qu'ils te gardent sur tous les chemins que tu prendras).
La ville se développe grâce à son emplacement stratégique à mi-distance entre Mexico et Veracruz et devient la deuxième ville la plus importante de la Nouvelle-Espagne.
Le 5 mai 1862, l'armée du général Ignacio Zaragoza a repoussé les forces françaises à la première bataille de Puebla.
Ainsi, el Cinco de Mayo est un jour férié commémorant cet évènement.
Le 19 mai 1863, la ville est finalement prise par les troupes françaises du général Élie-Frédéric Forey, après un siège de deux mois.

## Économie
(juillet 2020).
L'agriculture a toujours lieu dans la municipalité, mais la dégradation de l'environnement et la croissance de la ville en ont fait un secteur mineur de l'économie. Les cultures comprennent le maïs, le haricot, le blé, l'avoine, l'avocat, les poires, pommes, pêches, cerises, les noix et sapote blanc. La plupart de l'agriculture est mise en œuvre sur de petites parcelles aux abords de la municipalité. On trouve également des élevages de bovins, porcs, moutons, et chevaux.
L'industrie compte pour environ 80 % de l'économie. Elle est principalement située à la périphérie de la ville, ainsi que dans les municipalités environnantes. Les principaux produits comprennent les métaux de base, les produits chimiques, les produits électriques et de textiles. Les principaux employeurs sont Hylsa et l'usine Volkswagen. La transformation des aliments est un secteur en croissance. De nombreuses industries sont installées dans les parcs industriels, comme le parc industriel 5 mai zone industrielle Résurrection et le parc industriel de Puebla 2000.

## Transport
Aéroport international Hermanos Serdán.

## Démographie
En 2020, la population de la ville était de 1 692 181 habitants. La métropole comptait 3 199 530 habitants.

## Tourisme
Le centre historique de la ville se caractérise par une architecture espagnole coloniale qui est inscrite au patrimoine mondial de l'Unesco. Certaines bâtisses historiques ont été restaurées.
Parmi tous ces édifices, la cathédrale, de style néoclassique, et l'Église de Santo Domingo.

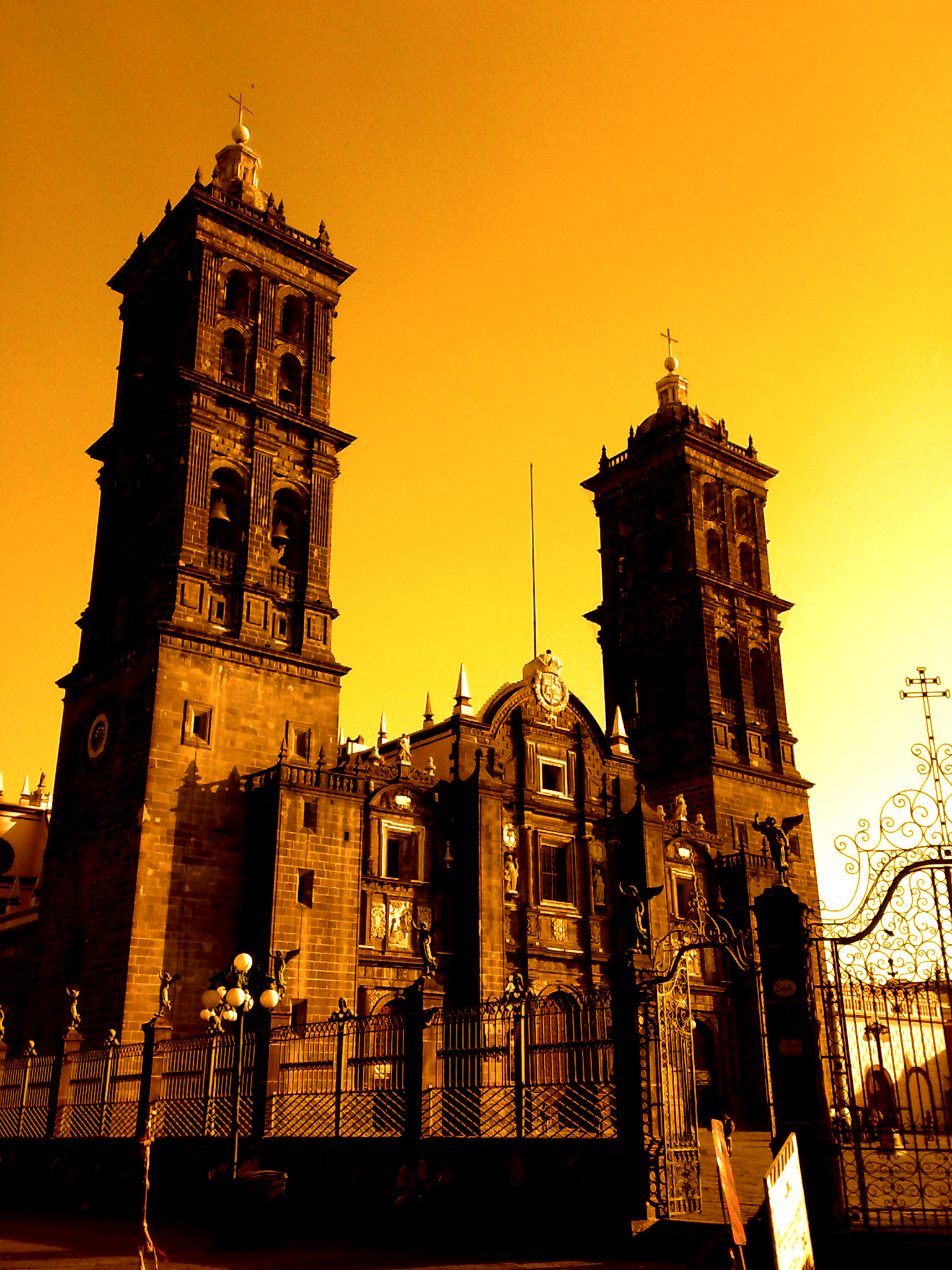
La cathédrale de Puebla.
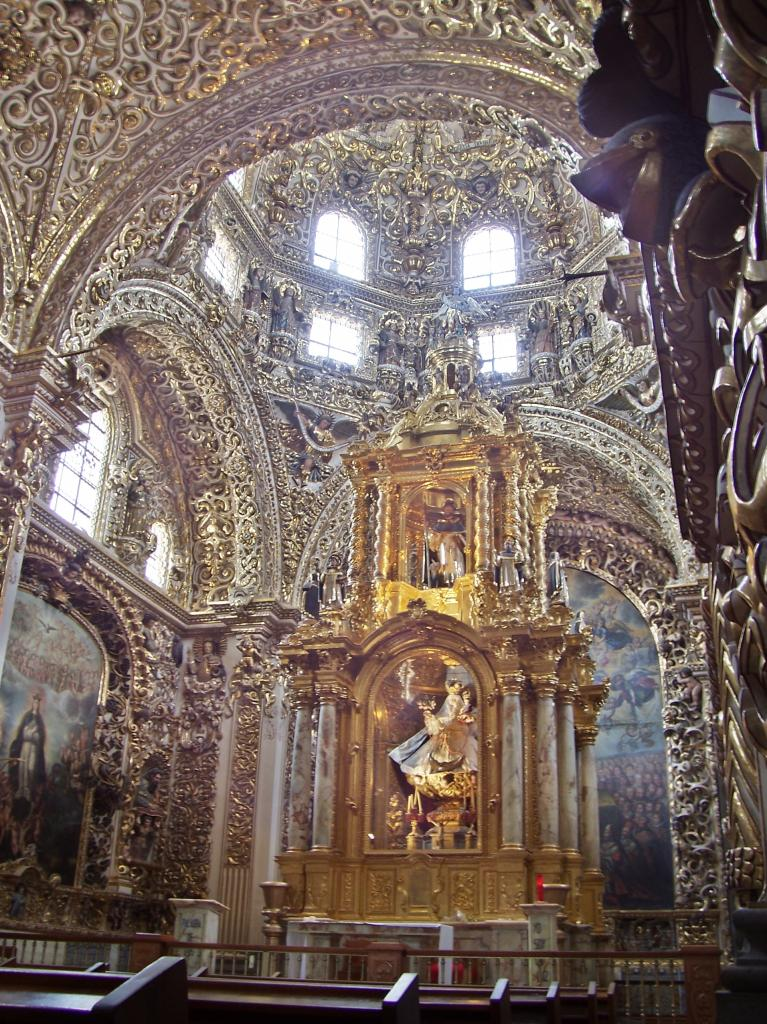
Capilla del Rosario.
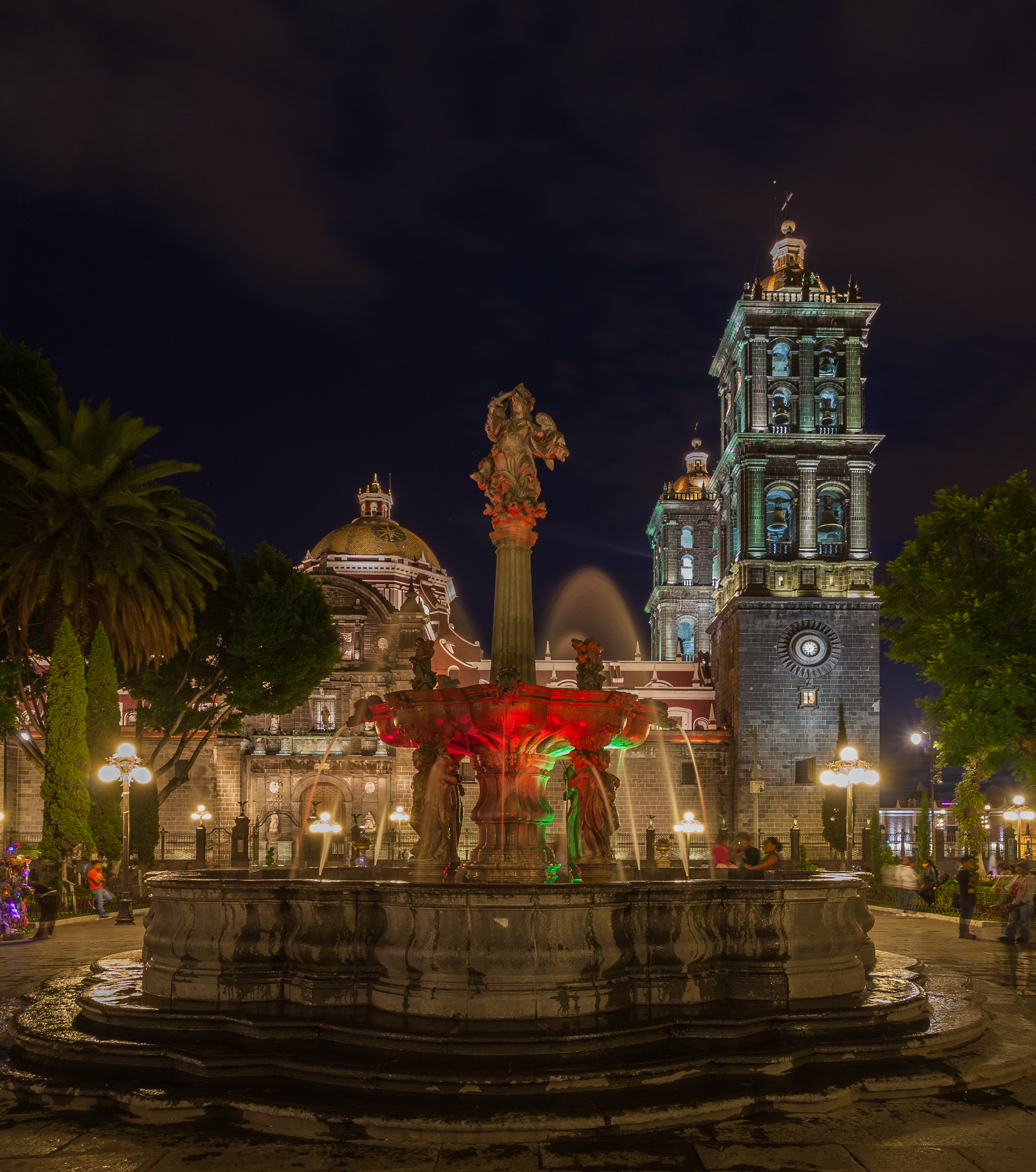
La fontaine San Miguel, sur la place principale.
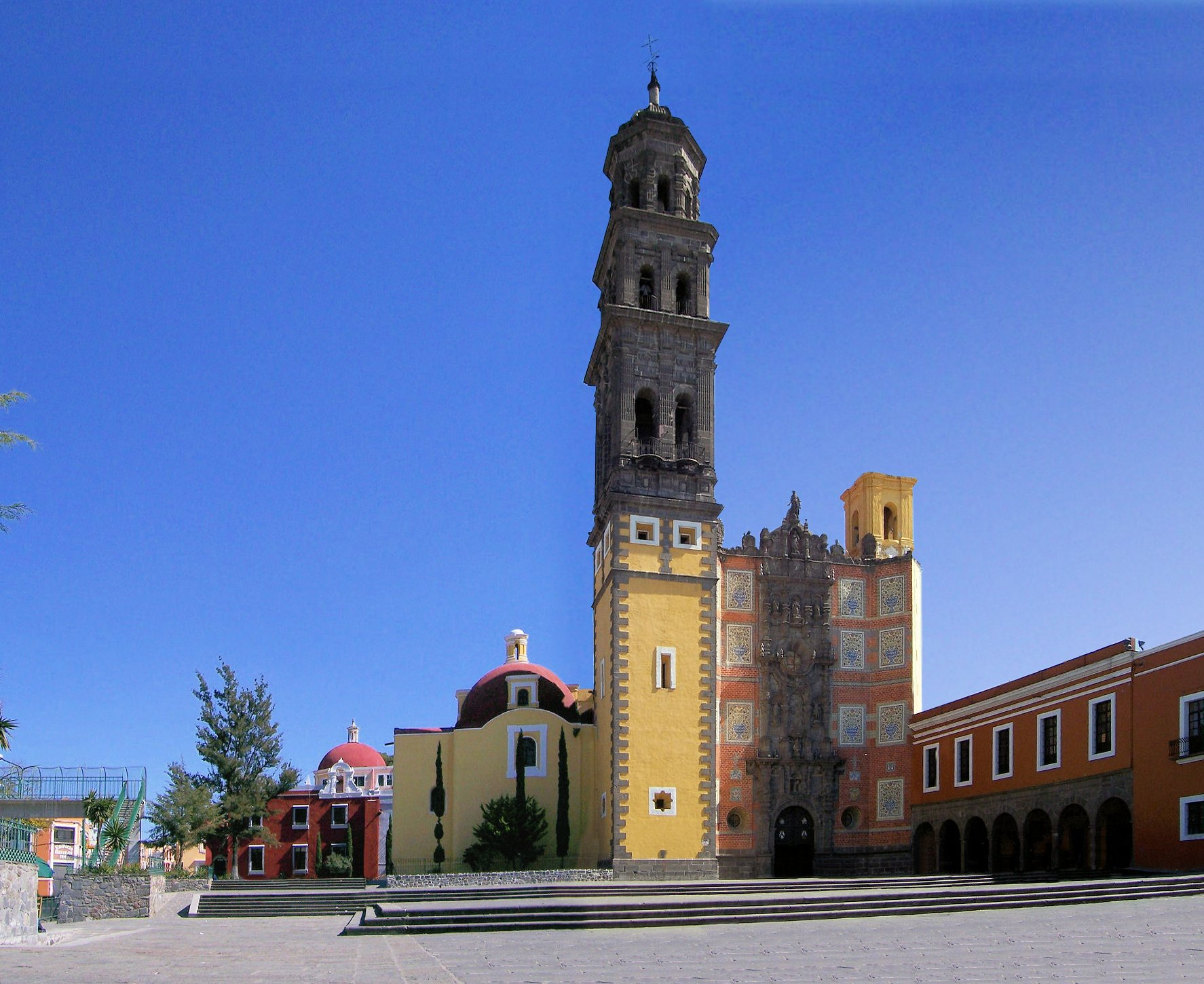
L'église San Francisco.
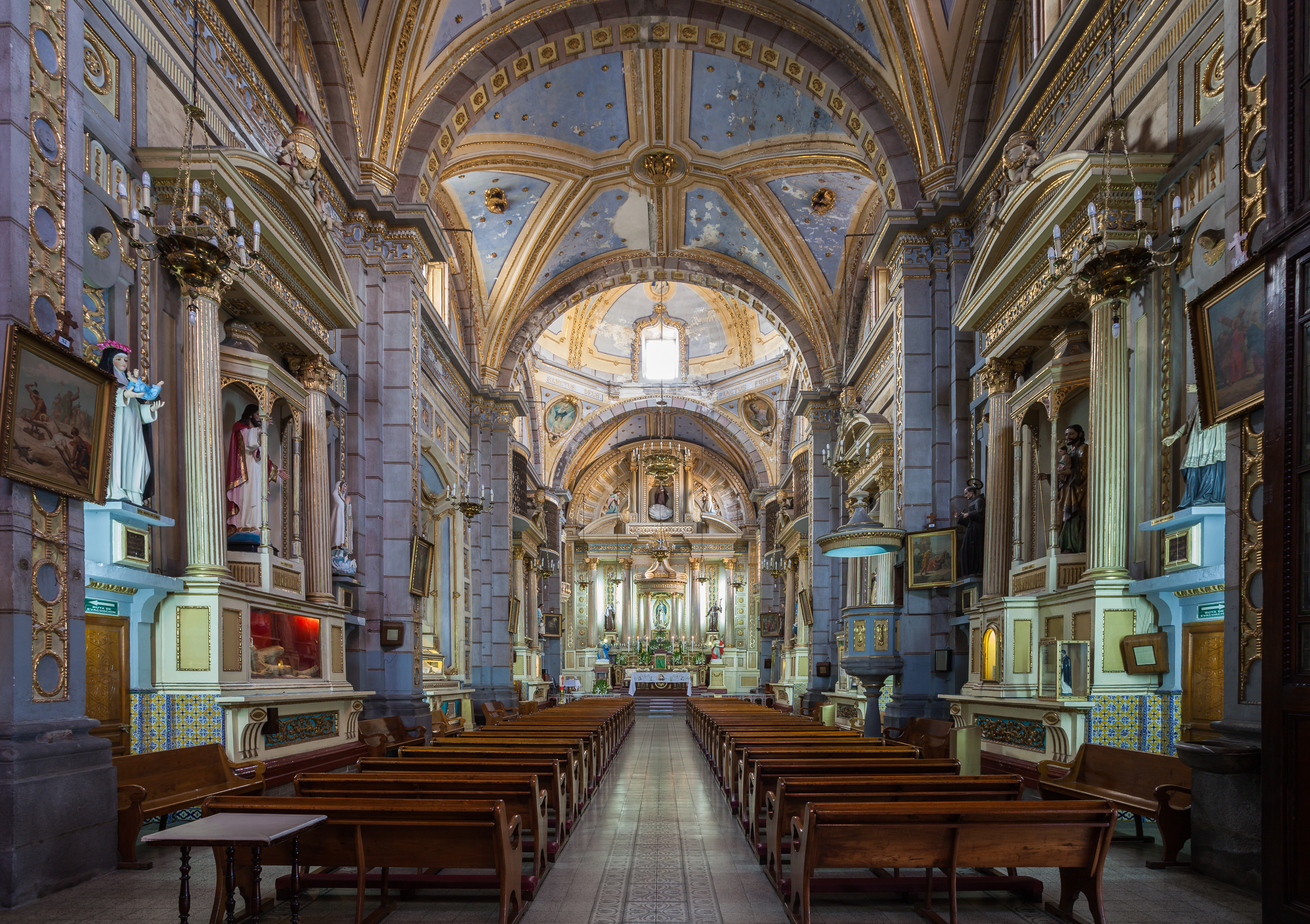
Intérieur de l'église Santa Clara à Puebla. Octobre 2013.
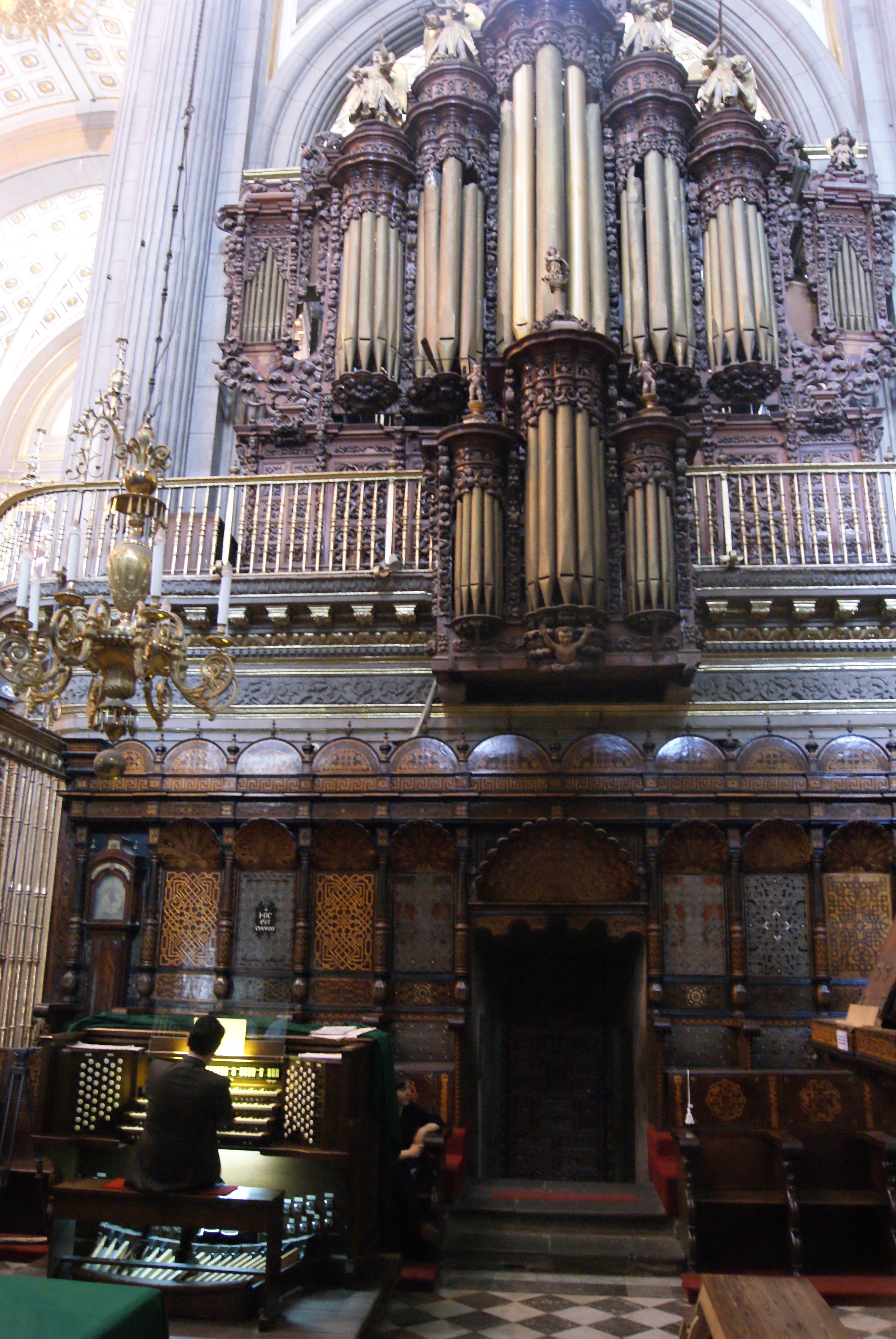
Orgue de la cathédrale de Puebla.

## Musées
- Musée international du baroque, inauguré en février 2016[7].

## Spécialités
Les chiles en nogada (piments à la sauce aux noix) et le mole poblano.
La céramique Talavera (du nom de la ville espagnole d'origine) se produit dans la région.
La liqueur Ancho Reyes est produite à Puebla.

## Sports
Puebla a des clubs professionnels dans différentes disciplines d’ensemble, telles que football, baseball et football américain. Il a également eu des représentants exceptionnels dans des sports individuels tels que l’athlétisme, le tennis et le taekwondo.

### Équipement professionnel
Puebla sert de siège à une grande variété d’équipes dans différents sports importants au niveau national.

#### Football
- Club Puebla

Club Puebla est une équipe de football professionnel qui participe à la Liga MX (également connue sous le nom de Première Division) et Copa MX (Tournoi alternatif), fondée le 7 mai 1944, principalement par des Anglais qui rejoignent la Ligue mexicaine de football. Pour son histoire, c’est l’équipe la plus emblématique de la ville et joue dans le Stade Cuauhtémoc. Il a été champion de la ligue mexicaine en deux saisons: 1982-1983 et 1989-1990, cinq fois champions de coupe dans les saisons: 1944/45, 1952/53, 1987/88, 1989/90 et la récente Clausura 2015 et une fois champion de la Concacaf en 1991, champion de la saison 89-90 et de la Super Coupe mx 2015.

#### Baseball
- Pericos de Puebla

L'équipe des Pericos de Puebla est membre de la Ligue mexicaine de baseball. Son stade de 12 000 places, l'Estadio Hermanos Serdán est situé à Puebla.

#### Football américain
- Artilleros de Puebla

Le football est un sport qui attire également l’attention dans la ville. En août 2018, le Championnat du Mexique de football américain a annoncé qu’à partir de season 2019 la ville de Puebla accueillera l’une des franchises d’expansion de la Ligue, les Artilleros de Puebla.
- Aztecas UDLAP

En ce qui concerne le football amateur, le précurseur de ce sport au niveau local est la Université des Amériques de Puebla, dont l’équipe représentative a été fondée en 1947 et depuis lors, ils ont remporté plusieurs championnats nationaux de football collégial et est resté parmi les équipes les plus fortes dans le pays depuis les années 1990 siècle dernier à ce jour, il est donc considéré comme l’un des programmes les plus réussis de l’histoire. D’autres universités qui ont des programmes de football incluent BUAP

## Personnalités liées à la commune
- Sébastien d'Aparicio (1502-1600), franciscain observant reconnu bienheureux, mort à Puebla ;
- Juan Gutiérrez de Padilla (1590-1664), compositeur de musique baroque, mort à Puebla ;
- Ignacio Comonfort (1812-1863), président du Mexique, né à Puebla ;
- Juan N. Méndez (1820-1894), président du Mexique par intérim, né à Puebla ;
- Manuel Ávila Camacho (1897-1955), président du Mexique, né à Puebla ;
- Gustavo Díaz Ordaz (1911-1979), président du Mexique, né à Puebla ;
- José Julián Sidaoui (1953- ), vice-gouverneur de la Banque du Mexique, né à Puebla.

## Jumelages
| Ville | Ville                | Pays | Pays          | Période              |
| ----- | -------------------- | ---- | ------------- | -------------------- |
|       | Asuncion             |      | Paraguay      |                      |
|       | Benito Juárez        |      | Mexique       | depuis décembre 2002 |
|       | Cadix                |      | Espagne       |                      |
|       | Cancún               |      | Mexique       | depuis décembre 2002 |
|       | El Burgo de Osma     |      | Espagne       |                      |
|       | Florence             |      | Italie        |                      |
|       | Fès                  |      | Maroc         |                      |
|       | León                 |      | Espagne       |                      |
|       | Oaxaca de Juárez     |      | Mexique       |                      |
|       | Oklahoma City        |      | États-Unis    |                      |
|       | Pueblo               |      | États-Unis    |                      |
|       | Rhodes               |      | Grèce         |                      |
|       | Talavera de la Reina |      | Espagne       |                      |
|       | Wolfsburg            |      | Allemagne     | depuis 2010          |
|       | Wonsan               |      | Corée du Nord |                      |
|       | Xalapa               |      | Mexique       |                      |
|       | Łódź                 |      | Pologne       |                      |